# Villaverde de Hito
Villaverde de Hito es un pueblo de Cantabria que pertenece al municipio de Valderredible, en Campoo. Se encuentra a 798 m s. n. m.  Dista 8 kilómetros de Polientes, la capital municipal. La población, en 2024 (INE), era de 7 habitantes.